# Lycée Moulay-Youssef
 (juillet 2024).
La mise en forme du texte ne suit pas les recommandations de Wikipédia : il faut le « wikifier ».
Les points d'amélioration suivants sont les cas les plus fréquents. Le détail des points à revoir est peut-être précisé sur la page de discussion.
- Les titres sont pré-formatés par le logiciel. Ils ne sont ni en capitales, ni en gras.
- Le texte ne doit pas être écrit en capitales (les noms de famille non plus), ni en gras, ni en italique, ni en « petit »…
- Le gras n'est utilisé que pour surligner le titre de l'article dans l'introduction, une seule fois.
- L'italique est rarement utilisé : mots en langue étrangère, titres d'œuvres, noms de bateaux, etc.
- Les citations ne sont pas en italique mais en corps de texte normal. Elles sont entourées par des guillemets français : « et ».
- Les listes à puces sont à éviter, des paragraphes rédigés étant largement préférés. Les tableaux sont à réserver à la présentation de données structurées (résultats, etc.).
- Les appels de note de bas de page (petits chiffres en exposant, introduits par l'outil «  Source ») sont à placer entre la fin de phrase et le point final[comme ça].
- Les liens internes (vers d'autres articles de Wikipédia) sont à choisir avec parcimonie. Créez des liens vers des articles approfondissant le sujet. Les termes génériques sans rapport avec le sujet sont à éviter, ainsi que les répétitions de liens vers un même terme.
- Les liens externes sont à placer uniquement dans une section « Liens externes », à la fin de l'article. Ces liens sont à choisir avec parcimonie suivant les règles définies. Si un lien sert de source à l'article, son insertion dans le texte est à faire par les notes de bas de page.
- La présentation des références doit suivre les conventions bibliographiques. Il est recommandé d'utiliser les modèles {{Ouvrage}}, {{Chapitre}}, {{Article}}, {{Lien web}} et/ou {{Bibliographie}}. Le mode d'édition visuel peut mettre en forme automatiquement les références.
- Insérer une infobox (cadre d'informations à droite) n'est pas obligatoire pour parachever la mise en page.

Pour une aide détaillée, merci de consulter Aide:Wikification.
Si vous pensez que ces points ont été résolus, vous pouvez retirer ce bandeau et améliorer la mise en forme d'un autre article.
Le lycée Moulay Youssef est un établissement d'enseignement situé dans la ville de Rabat, au Maroc.

## Histoire
Le collège musulman de Rabat fut créé par le Dahir du 17 février 1916 et ouvrit ses portes le 1er février 1916, remplaçant une école « indigène » située en médina. Il accueillait initialement 40 élèves avec 2 instituteurs français, un moniteur et un maître de Coran.
Le collège visait à offrir à l’élite de la jeunesse marocaine une éducation combinant culture musulmane et sympathie française. Dès le début, le problème de l’internat se posa et une maison de l’Administration des Habous servit de local pour abriter les internes.
En 1917-1918, l'effectif s'élevait à 98 élèves. L’augmentation du nombre d'élèves rendit les locaux insuffisants. Un nouveau site fut offert par Sa Majesté chérifienne et achevé en octobre 1919.
En janvier 1920, le collège fut inauguré par S.M. Le Sultan et le commissaire Résident général. Le collège proposait un cycle menant au Certificat des Études Secondaires Musulmanes (C.E.S.M.) et au Diplôme des Études Secondaires Musulmanes (D.E.S.M.).
Les premiers diplômés sortirent en juin 1919. En 1921, la Section Normale des élèves-maîtres musulmans fut créée. En 1927, le collège comptait 98 internes et 62 externes.
Le directeur du collège visait à former une élite intellectuelle capable de servir de trait d’union entre les cultures française et marocaine, contribuant ainsi au développement du pays .

## Centre de classe préparatoire aux grandes écoles
En plus de proposer des programmes de niveau secondaire, Moulay Youssef est connu comme étant le centre des classes préparatoires aux grandes écoles (CPGE) les plus prestigieuses à l'échelle nationale.

## Anciens élèves
- Abderrahim Bouabid, homme politique marocain[3].
- Abderrahman Youssoufi, homme d'Etat marocain, fut le Premier ministre du 26e gouvernement du Maroc[4].
- Abdallah Laroui, historien, islamologue et romancier marocain[5].
- Abdel-Ilah Benkiran, homme politique et ancien chef de gouvernement[6].
- La princesse Salma Bennani, princesse consort du Maroc.
- Mehdi Ben Barka, homme politique marocain[7].
- Ahmed Dlimi, général marocain.
- Mohammed Allal Sinaceur, philosophe marocain, ancien de l'ENS rue d'Ulm.

## Voir également
- Système éducatif au Maroc
- Université au Maroc